# Rindera media
Rindera media är en strävbladig växtart som först beskrevs av William Bertram Turrill, och fick sitt nu gällande namn av H. Riedl. Rindera media ingår i släktet Rindera och familjen strävbladiga växter. Inga underarter finns listade i Catalogue of Life.